# Systropha planidens
Systropha planidens là một loài Hymenoptera trong họ Halictidae. Loài này được Giraud mô tả khoa học năm 1861.

## Hình ảnh

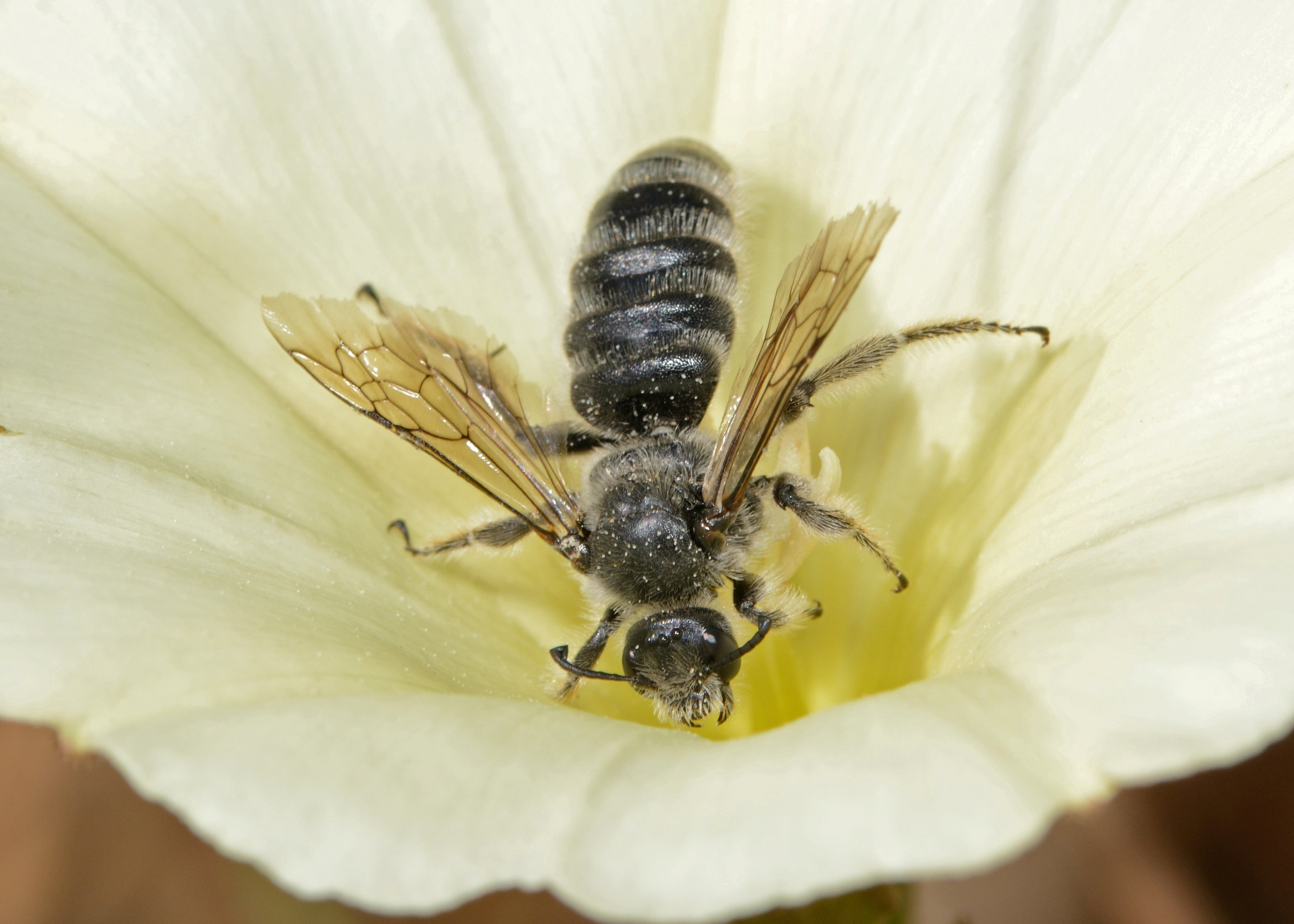